# Mark Matejka
Vincent Mark "Sparky" Matejka (* 2. ledna 1967 v Houstonu, Texas, USA) je americký hudebník a kytarista southern rockové skupiny Lynyrd Skynyrd, ke které se připojil v roce 2006, kdy nahradil Hughie Thomassona, odcházejícího do reformované skupiny Outlaws. Na albu skupiny Lynyrd Skynyrd, Christmas Time Again z roku 2006, hrál jako hostující hudebník.

## Životopis
Předtím, než nastoupil do Lynyrd Skynyrd, byl členem countryové skupiny Hot Apple Pie. Hrál také se skupinami Charlie Daniels Band a Sons of the Desert.
V roce 1998 hrál na turné se skupinou The Kinleys.